# Benito Gaya Nuño
Benito Gaya Nuño (Tardelcuende, 9 de febrero de 1908 - Soria, 26 de febrero de 1953) fue un lingüista español, conocido por su investigación temprana de escrituras sin descifrar (el jeroglifico cretense, la escritura del Indo).

## Trayectoria
Hijo del médico Juan Antonio Gaya Tovar. Estudió en la Universidad de Zaragoza y en la Universidad de Madrid. Fue catedrático de Griego en el Instituto de Bilbao (1943-1944), después en Soria.
En 1948 defendió su tesis doctoral "Estudios de escritura y lengua cretenses" (más tarde publicado bajo el título "Minoiká", el premio Luis Vives del CSIC en 1949) en la Universidad de Madrid.
En enero y febrero de 1949 enseñó un curso sobre la Cultura del valle del Indo (entonces llamada la civilización de Mohenjo-Daro) en el Instituto de Humanidades de Madrid.
En 1951, fue vicepresidente de la fundación del Centro de Estudios Sorianos.
Aunque se rechazó su enfoque hacia el desciframiento de las escrituras de la civilización minoica, hizo una importante contribución a su investigación proponiendo un gráfico detallado del desarrollo de estas escrituras, desde los jeroglíficos a través la Lineal A hasta la Lineal B (este último fue descifrado por Michael Ventris). También investigó la escritura del Indo. Fue enterrado en el cementerio del Espino, en Soria.
Su hermano, Juan Antonio Gaya Nuño, fue un intelectual republicano. 

## Obras
- Minoiká. Contribución al desciframiento de la escritura de Creta y a la determinación de su lengua, Emerita 16, 1948, 92-122
- De escritura cretense, ibid., 281-286
- Tres momentos de la expansión de las lenguas indoeuropeas por el Asia Anterior, Humanitas (Coimbra) 2, 1948-1949, 118-130
- Mitanni en Creta, Emerita 17, 1949, 212-246
- Del Egeo y Oriente próximo I-II, Emerita 17, 1949, 265-276 e 19, 1951, 244-259
- Estudios de escritura y lengua cretenses. Minoiká. Introducción a la epigrafía cretense, Madrid 1952
- Cronología del Egeo, Archivo Español de Arqueología 1952, 233-259